# Colonia Purísima del Maguey
Colonia Purísima del Maguey är en ort i Mexiko.   Den ligger i kommunen Fresnillo och delstaten Zacatecas, i den centrala delen av landet, 600 km nordväst om huvudstaden Mexico City. Colonia Purísima del Maguey ligger 2 340 meter över havet och antalet invånare är 198.
Terrängen runt Colonia Purísima del Maguey är platt åt sydost, men åt nordväst är den kuperad. Terrängen runt Colonia Purísima del Maguey sluttar österut. Runt Colonia Purísima del Maguey är det ganska glesbefolkat, med 38 invånare per kvadratkilometer. Närmaste större samhälle är Fresnillo, 16,7 km norr om Colonia Purísima del Maguey. Omgivningarna runt Colonia Purísima del Maguey är i huvudsak ett öppet busklandskap.